# Amstelveen (oude dorp)

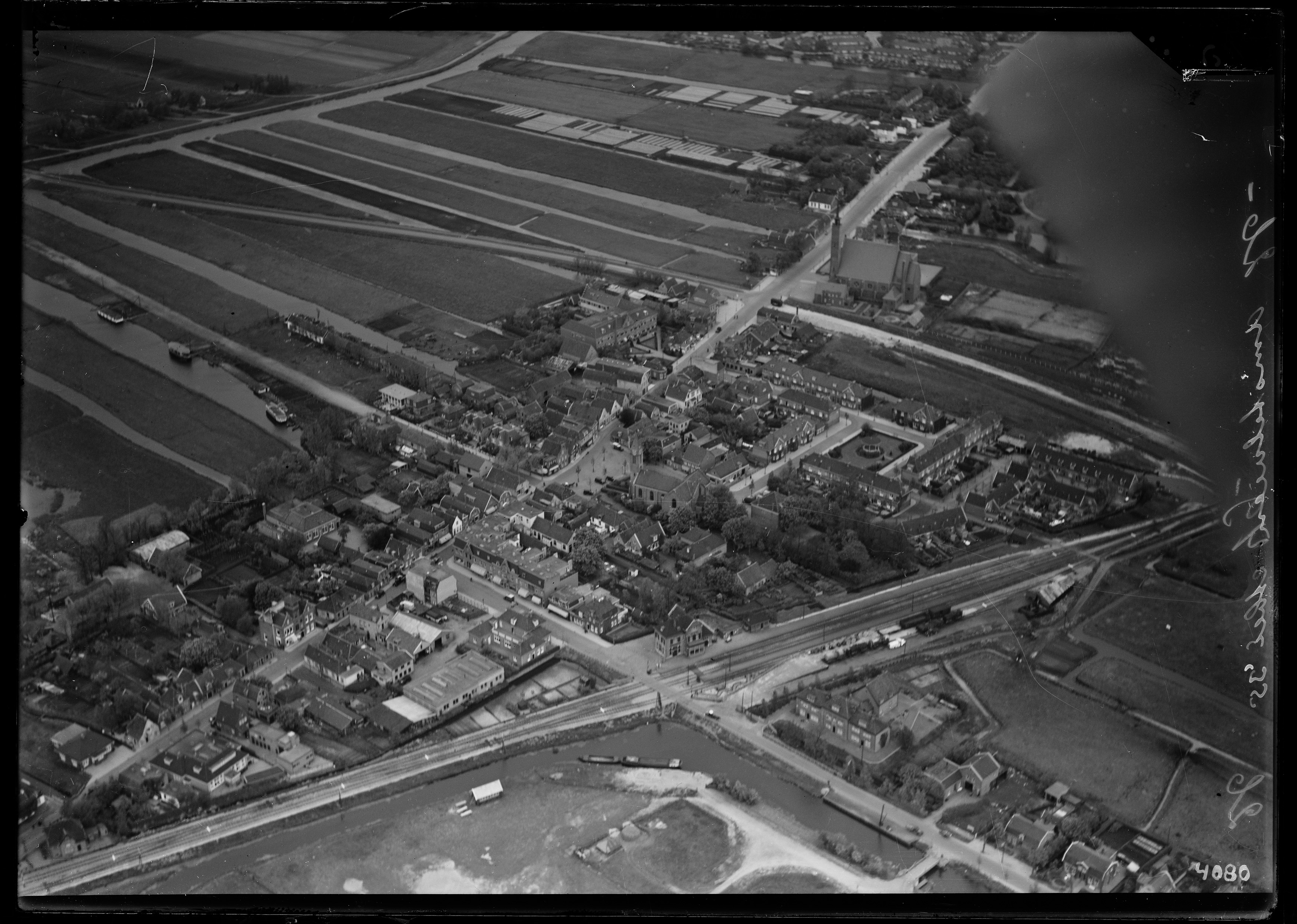
Luchtfoto van het oude dorp Amstelveen; mei 1935.

Het Oude dorp Amstelveen is het oorspronkelijke dorp van de Noord-Hollandse stad Amstelveen en maakt tegenwoordig als wijkje deel uit van deze stad.
Het oude dorp ligt globaal min of meer als een driehoek ingeklemd tussen de A9 in het noorden, De Poel in het zuiden en westen en het Kazernepad in het oosten. Het dorp is met de Amstelveenseweg, sinds begin van de twintigste eeuw op Amstelveens grondgebied Amsterdamseweg geheten, verbonden met Amsterdam in het noorden, met de Ouderkerkerlaan en sinds 1976 verder met de Oranjebaan met Ouderkerk aan de Amstel en Diemen in het oosten en de Handweg verbindt het dorp met Bovenkerk in het zuiden. De Burgemeester A. Colijnweg geeft een verbinding richting Schiphol.

## Geschiedenis
Het dorp is ontstaan in de middeleeuwen als agrarische nederzetting in het veenweidegebied ten westen van de Amstel, waar het Amstelland was opgedeeld in Ouder-Amstel (ten oosten van de Amstel) en Nieuwer-Amstel (merendeels ten westen van de rivier). In de loop der eeuwen werd de turfwinning een belangrijke bron van inkomsten. Het beeldje van 'de Turftrapster' herinnert in het dorp aan deze bedrijvigheid.
De gemeente Nieuwer-Amstel, waarvan Amstelveen de hoofdplaats was, werd in 1795 gevormd op het gebied van de ambachtsheerlijkheid van Amstelveen en Nieuwer-Amstel. De gemeente strekte zich in het noorden uit tot ongeveer de huidige Ceintuurbaan, de Van Baerlestraat en de voormalige Kwakerspoel nabij de grens met Amsterdam. Een klein deel lag op de rechter Amsteloever tussen de Watergraafsmeer en Amsterdam.
Omdat Amsterdam een groot deel van Nieuwer-Amstel wilde annexeren om ruimte te krijgen voor uitbreiding, besloot Nieuwer-Amstel, dat hier fel op tegen was, het door uitbreiding noodzakelijke nieuwe en grotere Raadhuis van Nieuwer-Amstel, net als het oude raadhuis, in 1892 aan de Amstel te bouwen, maar dan provocerend vlak voor de grens met Amsterdam. Het mocht echter niet baten en in 1896 annexeerde Amsterdam het noordelijke (en dichtstbevolkte) deel van de gemeente Nieuwer-Amstel en de gemeente werd gereduceerd tot het nog kleine oude dorp van Amstelveen en een groot landelijk gebied met enkele kleine dorpen. Het raadhuis viel toe aan Amsterdam en het gemeentebestuur trok zich terug in wederom een nieuw raadhuis, nu in de Dorpsstraat in het het oude dorp dat daarmee het derde raadhuis in vier jaar tijd werd. In 1921 werd ook het huidige Buitenveldert door Amsterdam geannexeerd en kwam de gemeentegrens uiteindelijk te liggen bij de Kalfjeslaan.
Op 1 mei 1915 werd aan de Stationsstraat het Station Amstelveen geopend aan de spoorlijn Aalsmeer - Amsterdam Willemspark. Op 3 september 1950 werd het gesloten voor personenvervoer en op 28 mei 1972 voor goederenvervoer. Daarna werd de spoorlijn Bovenkerk - Uithoorn - Amstelveen - Amsterdam Jollenpad nog gebruikt voor aanvoer van materiaal voor de Schiphol lijn. Sinds 3 april 1983 wordt de lijn Bovenkerk - Amstelveen - Amsterdam Haarlemmermeerstation gebruikt door de Electrische Museumtramlijn Amsterdam. In het voormalige stationsgebouw van Amstelveen is nu een bed and breakfast gevestigd.
In 1964 werd de naam van de gemeente Nieuwer-Amstel veranderd in gemeente Amstelveen.

### Autosnelweg A9
In de jaren 1960 werd begonnen met de aanleg van de toenmalige Rijksweg 6 dwars door het Oude Dorp.
Wegens de uitvoering van het Project Schiphol-Amsterdam-Almere zijn in 2021 werkzaamheden gestart om de autosnelweg A9 te verbreden over een lengte van 1600 meter en deels te overkluizen. Ook worden diverse bruggen en viaducten over respectievelijk onder de A9 gesloopt en vervangen.

## Heden
Het Oude Dorp, met als hoofdstraten de Dorpsstraat en de Stationsstraat, kenmerkt zich, in tegenstelling tot de rest van de gemeente, die een grootstedelijke uitstraling heeft, door smalle straten en kleinschalige huizen. De bebouwing is een mengeling van oude huisjes en nieuwbouw. Ook bevindt zich aan de Dorpsstraat de hervormde dorpskerk uit 1867, die de kerk uit 1592 verving. In het oude dorp bevinden zich in de Dorpsstraat en de Stationsstraat en omgeving een groot aantal horecagelegenheden. Sinds 1991 bevindt zich in de Dorpsstraat het Museum Jan van der Togt.
Het huidige Raadhuis Amstelveen bevindt zich ten zuidwesten van het oude dorp aan Laan van Nieuwer Amstel 1 aan De Poeloever, maar is in tegenstelling tot het dorp vrij grootschalig van opzet. Oorspronkelijk was het de bedoeling dat dit zou worden gebouwd in het nieuwe stadscentrum van de gemeente aan het Plein 1960, maar dat ging niet door, waardoor het stadhuis nogal excentrisch in de gemeente is gelegen.

## Foto's rond het oude dorp

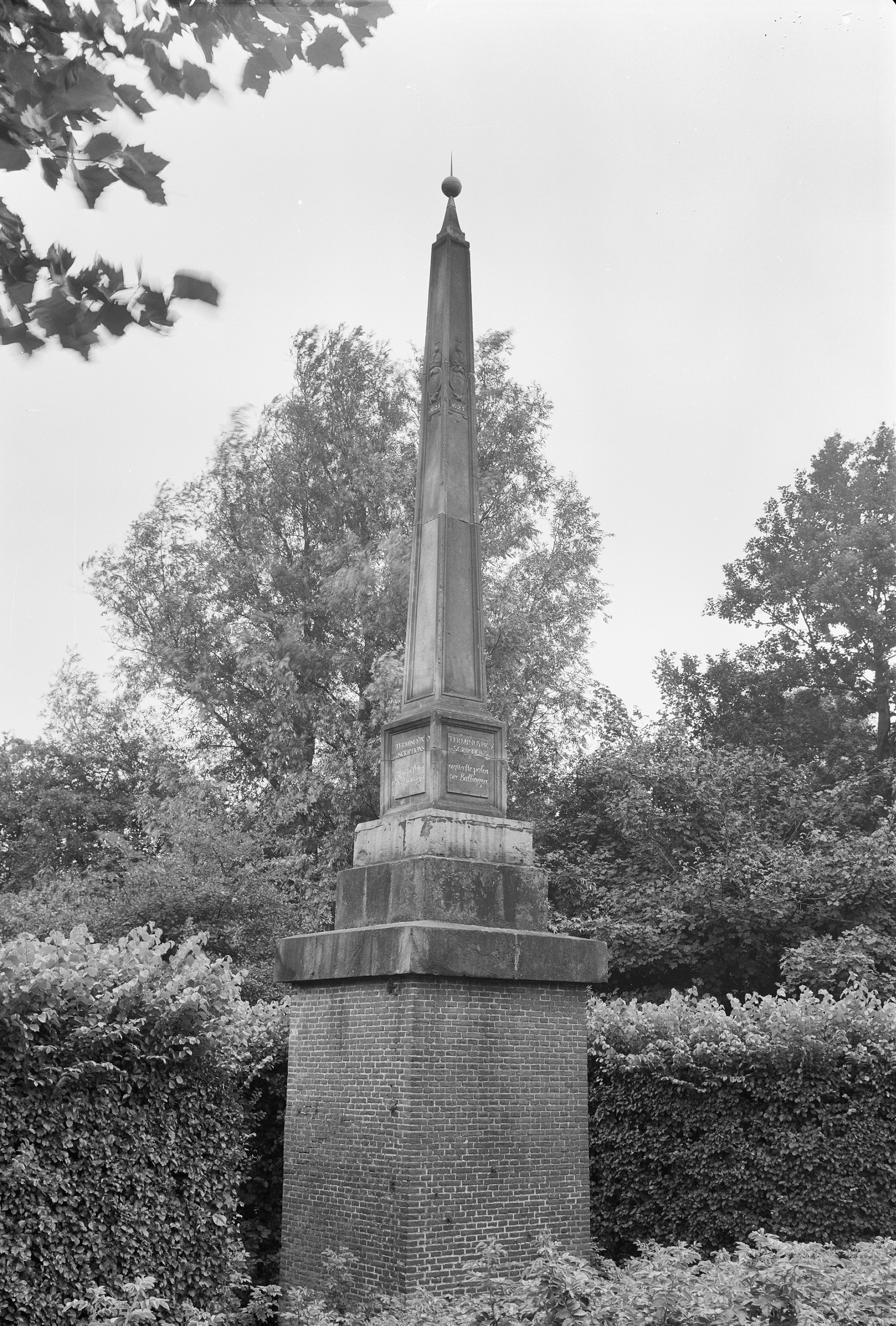
Grenspaal / Banpaal op gemetselde sokkel aan de Amsterdamseweg.
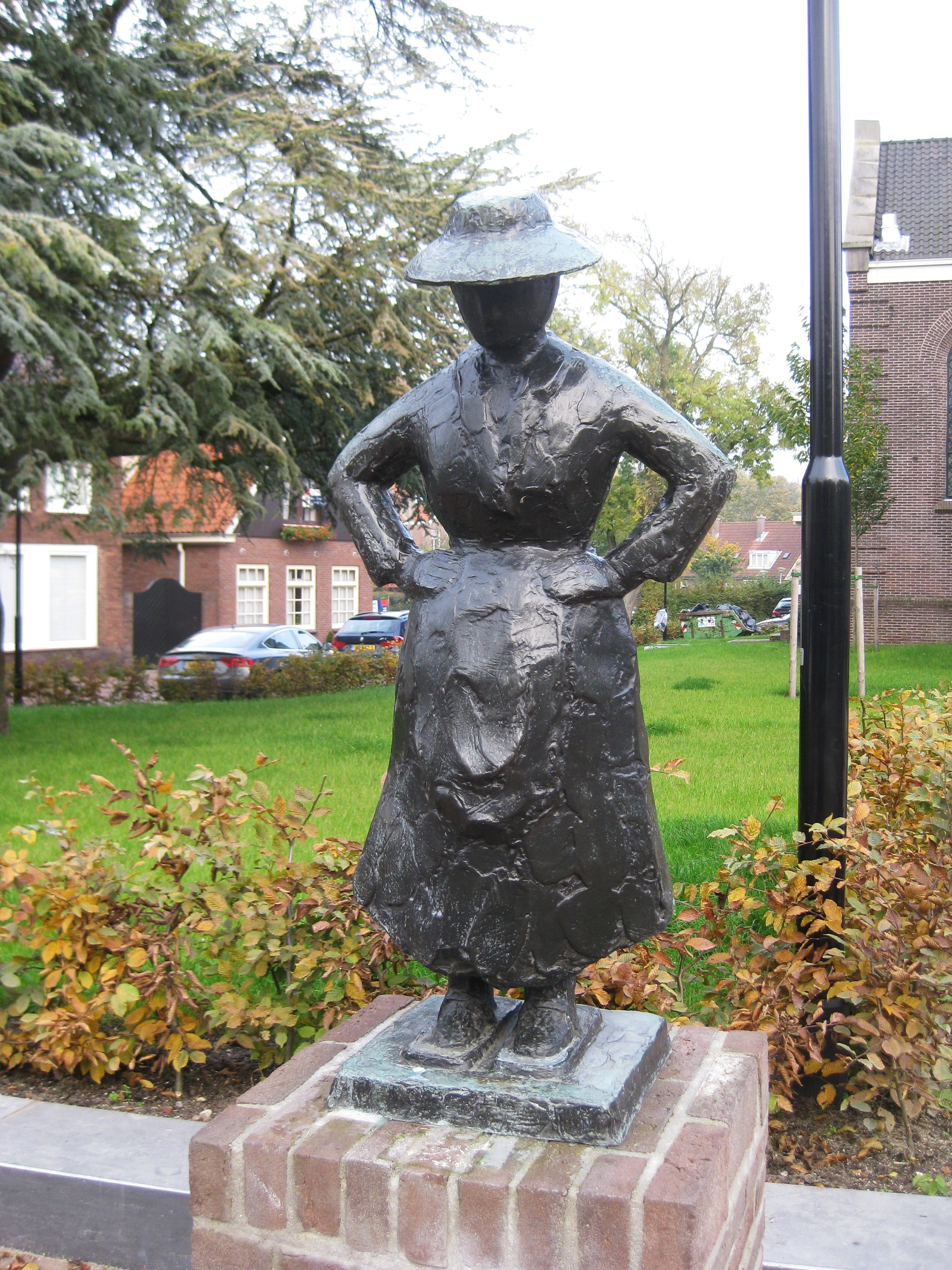
Beeldje van 'de Turftrapster' in het oude dorp. Dit herinnert aan de vroegere turfwinning in Amstelveen, waarbij de turf werd getrapt.
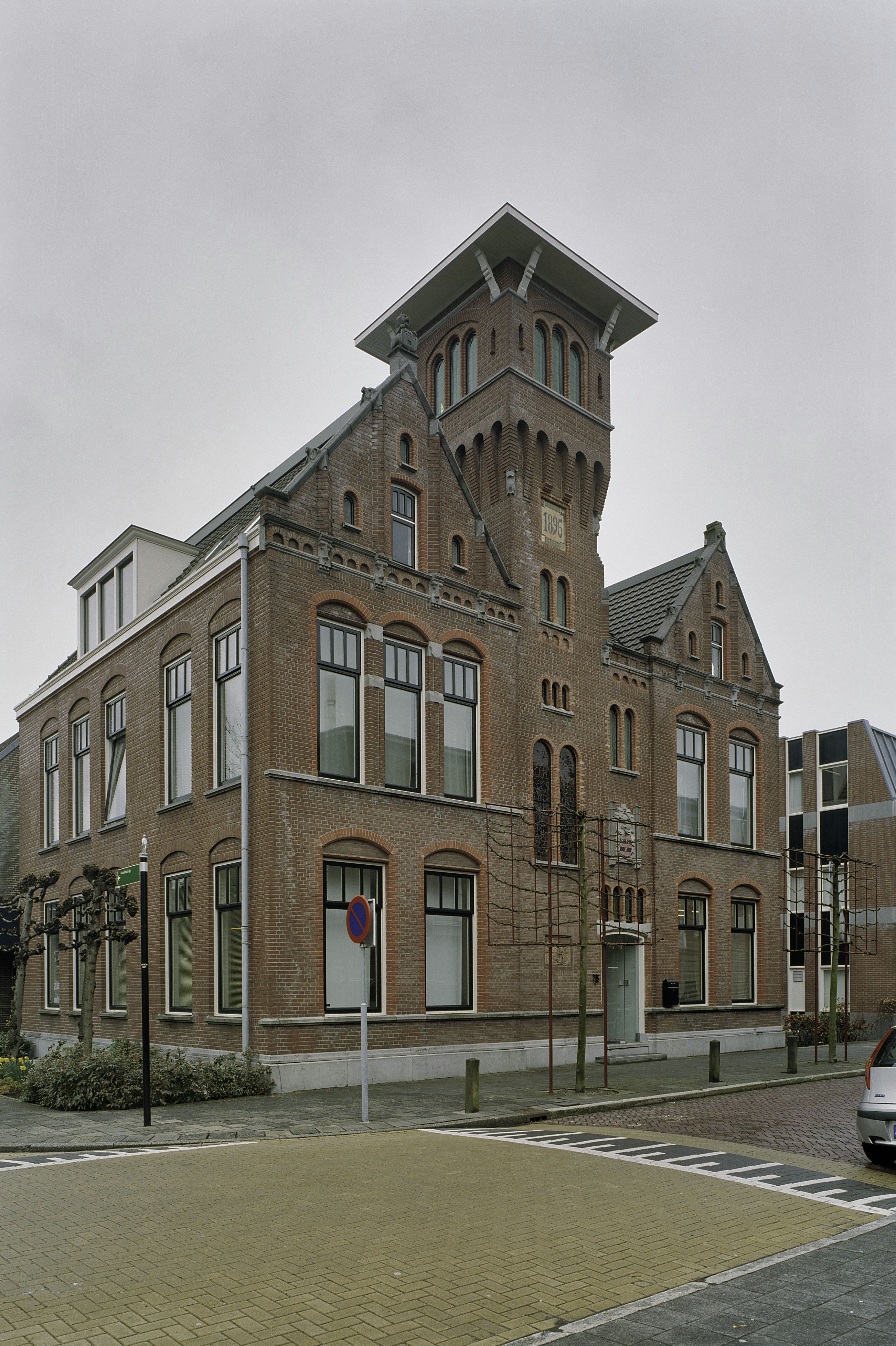
Raadhuis van Amstelveen uit 1896 aan de Dorpsstraat.
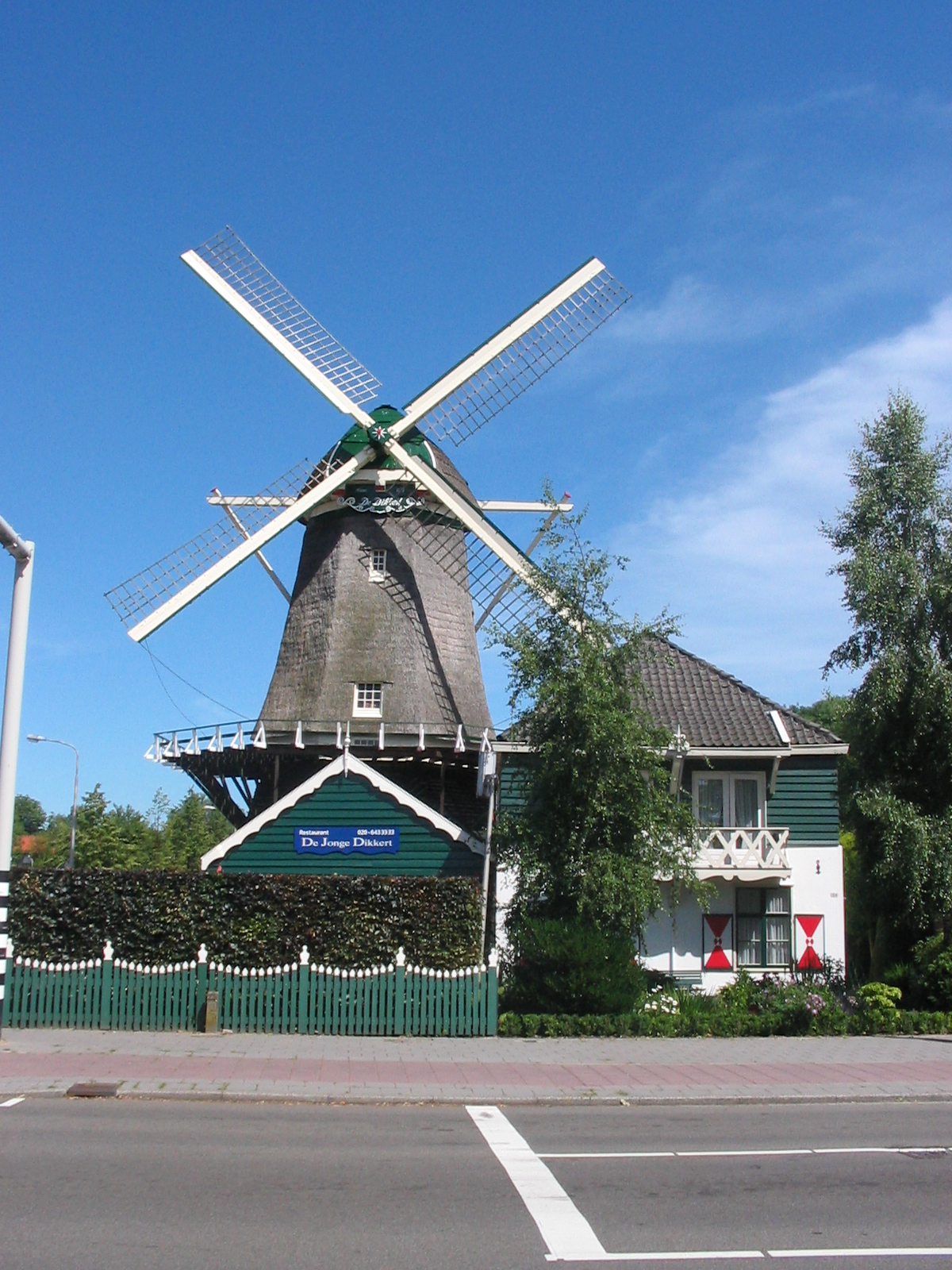
Molen de Dikkert aan de Amsterdamseweg / Molenweg.
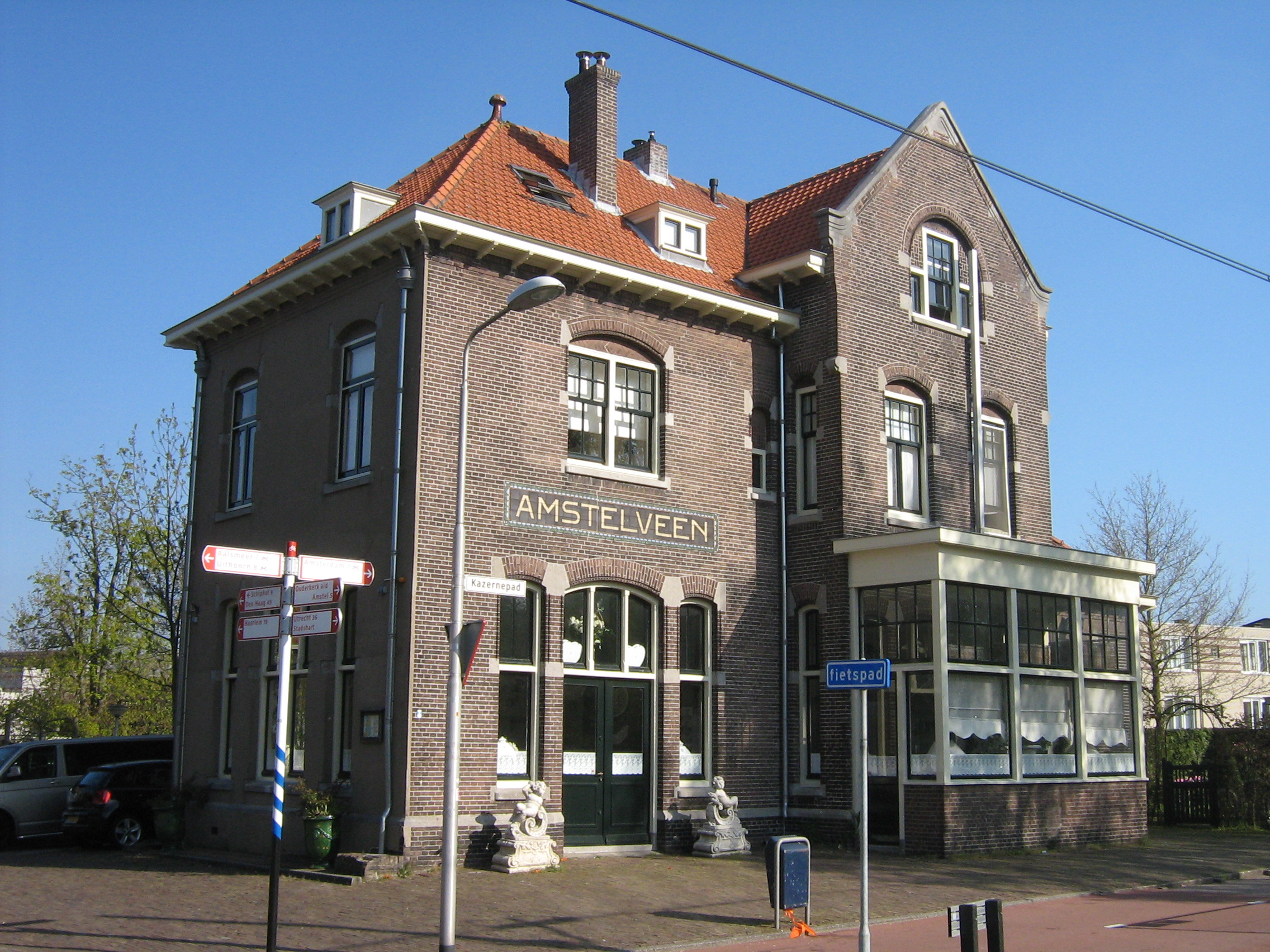
Station Amstelveen aan de Stationsstraat in het oude dorp.
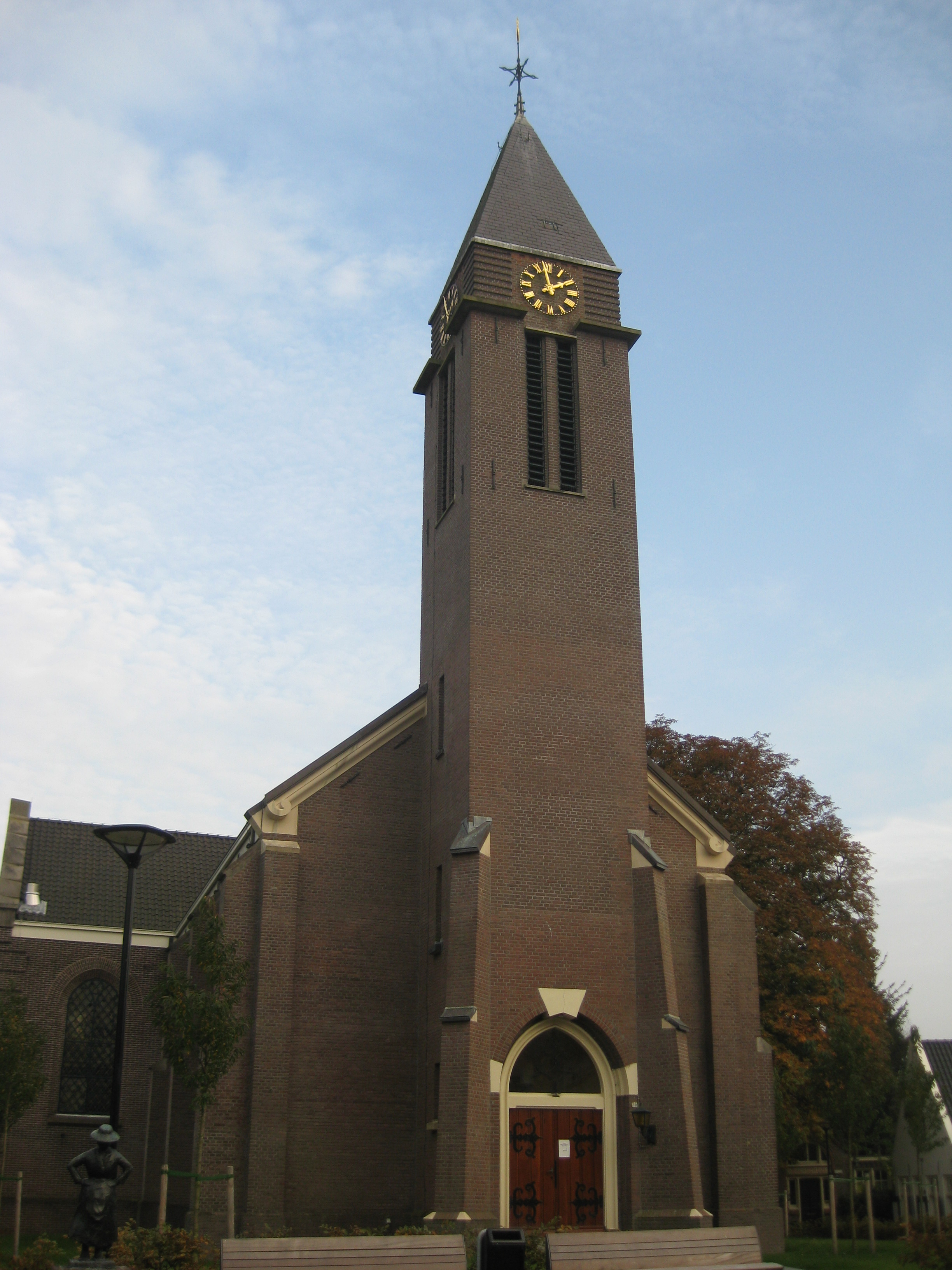
De protestantse Dorpskerk uit 1867.
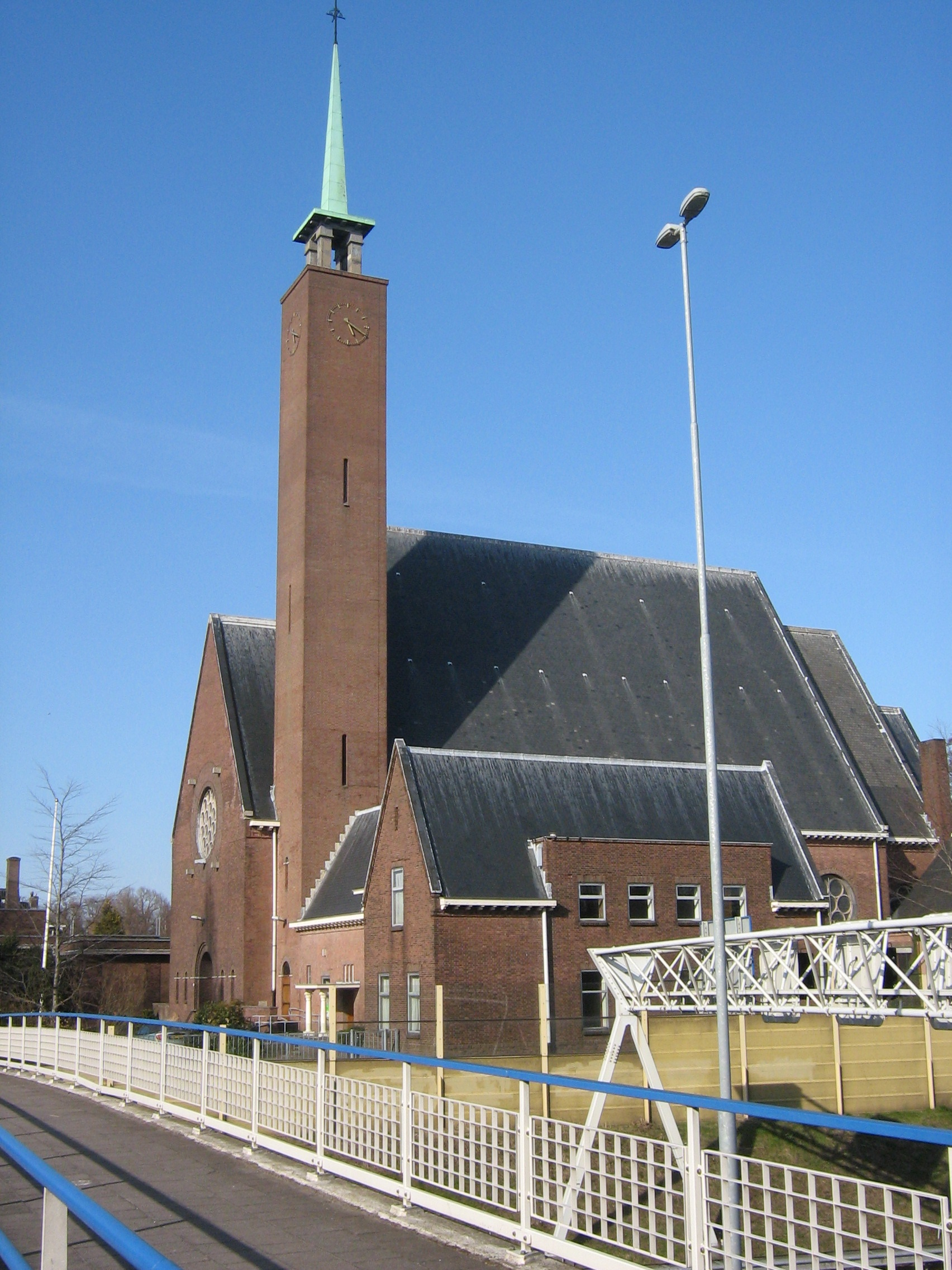
De voormalige Sint-Annakerk aan de Amsterdamseweg.
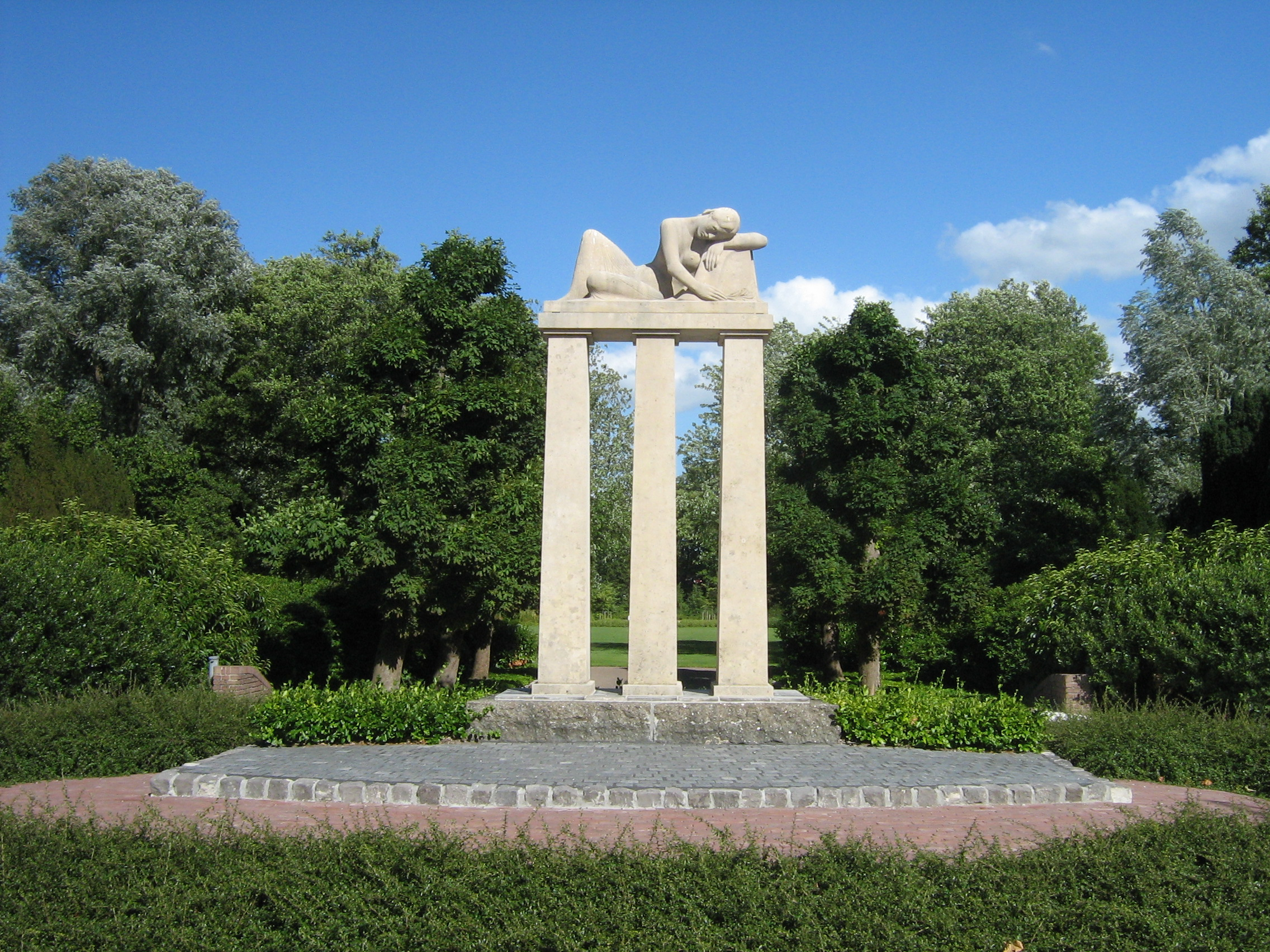
Oorlogsmonument langs de Amsterdamseweg, op de achtergrond het Broersepark.